# Tandpetarsilja
Tandpetarsilja (Visnaga daucoides) är en växt som tillhör familjen flockblommiga växter.
Arten är en ett- eller tvåårig ört som förekommer vilt kring Medelhavet och i Mellanöstern till Iran. Den har även introducerats på många andra platser i världen. I Sverige kan den påträffas tillfälligt, men reproducerar sig inte i landet.